# トマス・ル・ディスペンサー (初代グロスター伯)
初代グロスター伯トマス・ル・ディスペンサー（Thomas le Despenser, 1st Earl of Gloucester, 1373年9月22日 - 1400年1月13日）は、第4代ル・ディスペンサー男爵エドワード・ル・ディスペンサーの息子。

## 生涯
トマスはリチャード2世を支持してトマス・オブ・ウッドストックと訴追派貴族と対立し、1397年に第7代グロスター伯ギルバート・ド・クレアの子孫であるという理由で、グロスター伯位を授けられた。1397年から1399年までアイルランドで過ごし、リチャード2世を君主として受け入れるようゲール人の族長たちを説得しようとしたが、ほとんど成功しなかった。
しかし、トマスはヘンリー・ボリングブルックがイングランドに戻ってヘンリー4世となった際に彼を支持したが、トマス・オブ・ウッドストックの死に関与したため、死刑に値する罪でグロスター伯位を剥奪された。
その後、トマスはヘンリー4世を暗殺してリチャードを王位に復帰させるため、エピファニー蜂起に参加した。しかし、2代ヨーク公エドワード・オブ・ノリッジに裏切られたため、この計画はすぐに失敗に終わった。西部に逃げた後、エピファニー蜂起の陰謀者たちの多くは、国王に忠誠を誓う町民の暴徒に捕らえられ、殺害された。トマスは暴徒に捕らえられ、1400年1月13日にブリストルで斬首された。

## 結婚と子女
トマスは、初代ヨーク公エドマンド・オブ・ラングリーとイザベラ・オブ・カスティルの娘コンスタンスと結婚した。2人の間には以下の子供が生まれた。
- エリザベス（1398年頃没） - 早世
- リチャード（1396年 - 1414年） - 4代バーグハーシュ男爵
- エドワード（1400年以前生） - 早世
- ヒュー（1400年頃 - 1401年）
- イザベル（1400年 - 1439年） - 初代ウスター伯リチャード・ビーチャムと結婚、13代ウォリック伯リチャード・ド・ビーチャムと再婚